# Kaba, Altay
Kaba är ett härad som lyder under prefekturen Altay i Xinjiang-regionen i nordvästra Kina. Det ligger omkring 510 kilometer norr om regionhuvudstaden Ürümqi. 